# Ski Classics 2019/20
Die Visma Ski Classics 2019/20 waren die zehnte Austragung der Wettkampfserie im Skilanglauf. Sie umfasste zehn Skimarathons im Massenstart und einen Prolog im Einzelstart, die in klassischer Technik ausgetragen wurden. Die Serie begann am 29. November 2019 in Livigno und sollte am  4. April 2020 enden mit dem Skimarathon Ylläs–Levi in Finnland. Aufgrund der Absage der letzten drei Rennen wegen der COVID-19-Pandemie wurde die Saison vorzeitig beendet.

## Männer

### Ergebnisse
| Teamprolog in Livigno | Teamprolog in Livigno  | Teamprolog in Livigno              | Teamprolog in Livigno                  | Teamprolog in Livigno           |
| --------------------- | ---------------------- | ---------------------------------- | -------------------------------------- | ------------------------------- |
| Datum                 | Disziplin              | Erster Platz                       | Zweiter Platz                          | Dritter Platz                   |
| 29. November 2019     | 15 km Prolog klassisch | Petter Eliassen Team Ragde Eiendom | Tord Asle Gjerdalen Team Ragde Eiendom | Oskar Kardin Team Ragde Eiendom |

| 1. Ski Classics in Livigno – Prolog | 1. Ski Classics in Livigno – Prolog | 1. Ski Classics in Livigno – Prolog | 1. Ski Classics in Livigno – Prolog | 1. Ski Classics in Livigno – Prolog |
| ----------------------------------- | ----------------------------------- | ----------------------------------- | ----------------------------------- | ----------------------------------- |
| Datum                               | Disziplin                           | Erster Platz                        | Zweiter Platz                       | Dritter Platz                       |
| 1. Dezember 2019                    | 35 km klassisch                     | Emil Persson                        | Morten Eide Pedersen                | Stian Hoelgaard                     |

| 2. Ski Classics in Vinschgau – La Venosta | 2. Ski Classics in Vinschgau – La Venosta | 2. Ski Classics in Vinschgau – La Venosta | 2. Ski Classics in Vinschgau – La Venosta | 2. Ski Classics in Vinschgau – La Venosta |
| ----------------------------------------- | ----------------------------------------- | ----------------------------------------- | ----------------------------------------- | ----------------------------------------- |
| Datum                                     | Disziplin                                 | Erster Platz                              | Zweiter Platz                             | Dritter Platz                             |
| 14. Dezember 2019                         | 40 km klassisch                           | Jermil Wokujew                            | Petter Eliassen                           | Morten Eide Pedersen                      |

| 3. Ski Classics in Seefeld in Tirol – Kaiser-Maximilian-Lauf | 3. Ski Classics in Seefeld in Tirol – Kaiser-Maximilian-Lauf | 3. Ski Classics in Seefeld in Tirol – Kaiser-Maximilian-Lauf | 3. Ski Classics in Seefeld in Tirol – Kaiser-Maximilian-Lauf | 3. Ski Classics in Seefeld in Tirol – Kaiser-Maximilian-Lauf |
| ------------------------------------------------------------ | ------------------------------------------------------------ | ------------------------------------------------------------ | ------------------------------------------------------------ | ------------------------------------------------------------ |
| Datum                                                        | Disziplin                                                    | Erster Platz                                                 | Zweiter Platz                                                | Dritter Platz                                                |
| 11. Januar 2020                                              | 60 km klassisch                                              | Emil Persson                                                 | Andreas Nygaard                                              | Marcus Johansson                                             |

| 4. Ski Classics in Zuoz – La Diagonela | 4. Ski Classics in Zuoz – La Diagonela | 4. Ski Classics in Zuoz – La Diagonela | 4. Ski Classics in Zuoz – La Diagonela | 4. Ski Classics in Zuoz – La Diagonela |
| -------------------------------------- | -------------------------------------- | -------------------------------------- | -------------------------------------- | -------------------------------------- |
| Datum                                  | Disziplin                              | Erster Platz                           | Zweiter Platz                          | Dritter Platz                          |
| 18. Januar 2020                        | 62 km klassisch                        | Chris Jespersen                        | Tord Asle Gjerdalen                    | Alexey Shemiakin                       |

| 5. Ski Classics im Val di Fiemme und Val di Fassa – Marcialonga | 5. Ski Classics im Val di Fiemme und Val di Fassa – Marcialonga | 5. Ski Classics im Val di Fiemme und Val di Fassa – Marcialonga | 5. Ski Classics im Val di Fiemme und Val di Fassa – Marcialonga | 5. Ski Classics im Val di Fiemme und Val di Fassa – Marcialonga |
| --------------------------------------------------------------- | --------------------------------------------------------------- | --------------------------------------------------------------- | --------------------------------------------------------------- | --------------------------------------------------------------- |
| Datum                                                           | Disziplin                                                       | Erster Platz                                                    | Zweiter Platz                                                   | Dritter Platz                                                   |
| 26. Januar 2020                                                 | 70 km klassisch                                                 | Tore Bjørseth Berdal                                            | Tord Asle Gjerdalen                                             | Petter Eliassen                                                 |

| 6. Ski Classics in Toblach nach Cortina d’Ampezzo – Toblach–Cortina | 6. Ski Classics in Toblach nach Cortina d’Ampezzo – Toblach–Cortina | 6. Ski Classics in Toblach nach Cortina d’Ampezzo – Toblach–Cortina | 6. Ski Classics in Toblach nach Cortina d’Ampezzo – Toblach–Cortina | 6. Ski Classics in Toblach nach Cortina d’Ampezzo – Toblach–Cortina |
| ------------------------------------------------------------------- | ------------------------------------------------------------------- | ------------------------------------------------------------------- | ------------------------------------------------------------------- | ------------------------------------------------------------------- |
| Datum                                                               | Disziplin                                                           | Erster Platz                                                        | Zweiter Platz                                                       | Dritter Platz                                                       |
| 1. Februar 2020                                                     | 42 km klassisch                                                     | Andreas Nygaard                                                     | Petter Eliassen                                                     | Marcus Johansson                                                    |

| 7. Ski Classics von Bedřichov – Isergebirgslauf | 7. Ski Classics von Bedřichov – Isergebirgslauf | 7. Ski Classics von Bedřichov – Isergebirgslauf | 7. Ski Classics von Bedřichov – Isergebirgslauf | 7. Ski Classics von Bedřichov – Isergebirgslauf |
| ----------------------------------------------- | ----------------------------------------------- | ----------------------------------------------- | ----------------------------------------------- | ----------------------------------------------- |
| Datum                                           | Disziplin                                       | Erster Platz                                    | Zweiter Platz                                   | Dritter Platz                                   |
| 9. Februar 2020                                 | 50 km klassisch                                 | Andreas Nygaard                                 | Oskar Kardin                                    | Petter Eliassen                                 |

| 8. Ski Classics von Sälen nach Mora – Wasalauf | 8. Ski Classics von Sälen nach Mora – Wasalauf | 8. Ski Classics von Sälen nach Mora – Wasalauf | 8. Ski Classics von Sälen nach Mora – Wasalauf | 8. Ski Classics von Sälen nach Mora – Wasalauf |
| ---------------------------------------------- | ---------------------------------------------- | ---------------------------------------------- | ---------------------------------------------- | ---------------------------------------------- |
| Datum                                          | Disziplin                                      | Erster Platz                                   | Zweiter Platz                                  | Dritter Platz                                  |
| 1. März 2020                                   | 90 km klassisch                                | Petter Eliassen                                | Stian Hoelgaard                                | Torleif Syrstad                                |

| 9. Ski Classics von Rena nach Lillehammer – Birkebeinerrennet | 9. Ski Classics von Rena nach Lillehammer – Birkebeinerrennet | 9. Ski Classics von Rena nach Lillehammer – Birkebeinerrennet | 9. Ski Classics von Rena nach Lillehammer – Birkebeinerrennet | 9. Ski Classics von Rena nach Lillehammer – Birkebeinerrennet |
| ------------------------------------------------------------- | ------------------------------------------------------------- | ------------------------------------------------------------- | ------------------------------------------------------------- | ------------------------------------------------------------- |
| Datum                                                         | Disziplin                                                     | Erster Platz                                                  | Zweiter Platz                                                 | Dritter Platz                                                 |
| 21. März 2020                                                 | 54 km klassisch                                               | Wettkämpfe aufgrund der COVID-19-Pandemie abgesagt.           | Wettkämpfe aufgrund der COVID-19-Pandemie abgesagt.           | Wettkämpfe aufgrund der COVID-19-Pandemie abgesagt.           |

| 10. Ski Classics in Bardufoss – Reistadløpet | 10. Ski Classics in Bardufoss – Reistadløpet | 10. Ski Classics in Bardufoss – Reistadløpet        | 10. Ski Classics in Bardufoss – Reistadløpet        | 10. Ski Classics in Bardufoss – Reistadløpet        |
| -------------------------------------------- | -------------------------------------------- | --------------------------------------------------- | --------------------------------------------------- | --------------------------------------------------- |
| Datum                                        | Disziplin                                    | Erster Platz                                        | Zweiter Platz                                       | Dritter Platz                                       |
| 28. März 2020                                | 50 km klassisch                              | Wettkämpfe aufgrund der COVID-19-Pandemie abgesagt. | Wettkämpfe aufgrund der COVID-19-Pandemie abgesagt. | Wettkämpfe aufgrund der COVID-19-Pandemie abgesagt. |

| 11. Ski Classics von Äkäslompolo nach Levi – Ylläs–Levi | 11. Ski Classics von Äkäslompolo nach Levi – Ylläs–Levi | 11. Ski Classics von Äkäslompolo nach Levi – Ylläs–Levi | 11. Ski Classics von Äkäslompolo nach Levi – Ylläs–Levi | 11. Ski Classics von Äkäslompolo nach Levi – Ylläs–Levi |
| ------------------------------------------------------- | ------------------------------------------------------- | ------------------------------------------------------- | ------------------------------------------------------- | ------------------------------------------------------- |
| Datum                                                   | Disziplin                                               | Erster Platz                                            | Zweiter Platz                                           | Dritter Platz                                           |
| 4. April 2020                                           | 70 km klassisch                                         | Wettkämpfe aufgrund der COVID-19-Pandemie abgesagt.     | Wettkämpfe aufgrund der COVID-19-Pandemie abgesagt.     | Wettkämpfe aufgrund der COVID-19-Pandemie abgesagt.     |

### Gesamtwertung
| |                      |        |
| \| Rang \| Name \| Punkte \| \| ---- \| -------------------- \| ------ \| \| 1. \| Andreas Nygaard \| 1195 \| \| 2. \| Tord Asle Gjerdalen \| 1090 \| \| 3. \| Stian Hoelgaard \| 1055 \| \| 4. \| Petter Eliassen \| 1022 \| \| 5. \| Morten Eide Pedersen \| 948 \| \| 6. \| Marcus Johansson \| 945 \| \| 7. \| Vetle Thyli \| 808 \| \| 8. \| Max Novak \| 786 \| \| 9. \| Emil Persson \| 757 \| \| 10. \| Oskar Kardin \| 680 \| |                      |        |
| Rang | Name                 | Punkte |
| 1. | Andreas Nygaard      | 1195   |
| 2. | Tord Asle Gjerdalen  | 1090   |
| 3. | Stian Hoelgaard      | 1055   |
| 4. | Petter Eliassen      | 1022   |
| 5. | Morten Eide Pedersen | 948    |
| 6. | Marcus Johansson     | 945    |
| 7. | Vetle Thyli          | 808    |
| 8. | Max Novak            | 786    |
| 9. | Emil Persson         | 757    |
| 10. | Oskar Kardin         | 680    |

## Frauen

### Ergebnisse
| Teamprolog in Livigno | Teamprolog in Livigno  | Teamprolog in Livigno                       | Teamprolog in Livigno         | Teamprolog in Livigno            |
| --------------------- | ---------------------- | ------------------------------------------- | ----------------------------- | -------------------------------- |
| Datum                 | Disziplin              | Erster Platz                                | Zweiter Platz                 | Dritter Platz                    |
| 29. November 2019     | 15 km Prolog klassisch | Britta Johansson Norgren Lager 157 Ski Team | Astrid Øyre Slind Team Koteng | Emilie Fleten Team Ragde Eiendom |

| 1. Ski Classics in Livigno – Prolog | 1. Ski Classics in Livigno – Prolog | 1. Ski Classics in Livigno – Prolog | 1. Ski Classics in Livigno – Prolog | 1. Ski Classics in Livigno – Prolog |
| ----------------------------------- | ----------------------------------- | ----------------------------------- | ----------------------------------- | ----------------------------------- |
| Datum                               | Disziplin                           | Erster Platz                        | Zweiter Platz                       | Dritter Platz                       |
| 1. Dezember 2019                    | 35 km klassisch                     | Britta Johansson Norgren            | Kateřina Smutná                     | Kari Vikhagen Gjeitnes              |

| 2. Ski Classics in Vinschgau – La Venosta | 2. Ski Classics in Vinschgau – La Venosta | 2. Ski Classics in Vinschgau – La Venosta | 2. Ski Classics in Vinschgau – La Venosta | 2. Ski Classics in Vinschgau – La Venosta |
| ----------------------------------------- | ----------------------------------------- | ----------------------------------------- | ----------------------------------------- | ----------------------------------------- |
| Datum                                     | Disziplin                                 | Erster Platz                              | Zweiter Platz                             | Dritter Platz                             |
| 14. Dezember 2019                         | 40 km klassisch                           | Astrid Øyre Slind                         | Britta Johansson Norgren                  | Kari Vikhagen Gjeitnes                    |

| 3. Ski Classics in Seefeld in Tirol – Kaiser-Maximilian-Lauf | 3. Ski Classics in Seefeld in Tirol – Kaiser-Maximilian-Lauf | 3. Ski Classics in Seefeld in Tirol – Kaiser-Maximilian-Lauf | 3. Ski Classics in Seefeld in Tirol – Kaiser-Maximilian-Lauf | 3. Ski Classics in Seefeld in Tirol – Kaiser-Maximilian-Lauf |
| ------------------------------------------------------------ | ------------------------------------------------------------ | ------------------------------------------------------------ | ------------------------------------------------------------ | ------------------------------------------------------------ |
| Datum                                                        | Disziplin                                                    | Erster Platz                                                 | Zweiter Platz                                                | Dritter Platz                                                |
| 11. Januar 2020                                              | 60 km klassisch                                              | Lina Korsgren                                                | Britta Johansson Norgren                                     | Astrid Øyre Slind                                            |

| 4. Ski Classics in Zuoz – La Diagonela | 4. Ski Classics in Zuoz – La Diagonela | 4. Ski Classics in Zuoz – La Diagonela | 4. Ski Classics in Zuoz – La Diagonela | 4. Ski Classics in Zuoz – La Diagonela |
| -------------------------------------- | -------------------------------------- | -------------------------------------- | -------------------------------------- | -------------------------------------- |
| Datum                                  | Disziplin                              | Erster Platz                           | Zweiter Platz                          | Dritter Platz                          |
| 18. Januar 2020                        | 62 km klassisch                        | Astrid Øyre Slind                      | Kari Vikhagen Gjeitnes                 | Kateřina Smutná                        |

| 5. Ski Classics im Val di Fiemme und Val di Fassa – Marcialonga | 5. Ski Classics im Val di Fiemme und Val di Fassa – Marcialonga | 5. Ski Classics im Val di Fiemme und Val di Fassa – Marcialonga | 5. Ski Classics im Val di Fiemme und Val di Fassa – Marcialonga | 5. Ski Classics im Val di Fiemme und Val di Fassa – Marcialonga |
| --------------------------------------------------------------- | --------------------------------------------------------------- | --------------------------------------------------------------- | --------------------------------------------------------------- | --------------------------------------------------------------- |
| Datum                                                           | Disziplin                                                       | Erster Platz                                                    | Zweiter Platz                                                   | Dritter Platz                                                   |
| 26. Januar 2020                                                 | 70 km klassisch                                                 | Kari Vikhagen Gjeitnes                                          | Astrid Øyre Slind                                               | Lina Korsgren                                                   |

| 6. Ski Classics in Toblach nach Cortina d’Ampezzo – Toblach–Cortina | 6. Ski Classics in Toblach nach Cortina d’Ampezzo – Toblach–Cortina | 6. Ski Classics in Toblach nach Cortina d’Ampezzo – Toblach–Cortina | 6. Ski Classics in Toblach nach Cortina d’Ampezzo – Toblach–Cortina | 6. Ski Classics in Toblach nach Cortina d’Ampezzo – Toblach–Cortina |
| ------------------------------------------------------------------- | ------------------------------------------------------------------- | ------------------------------------------------------------------- | ------------------------------------------------------------------- | ------------------------------------------------------------------- |
| Datum                                                               | Disziplin                                                           | Erster Platz                                                        | Zweiter Platz                                                       | Dritter Platz                                                       |
| 1. Februar 2020                                                     | 42 km klassisch                                                     | Britta Johansson Norgren                                            | Kari Vikhagen Gjeitnes                                              | Anastassija Wlassowa                                                |

| 7. Ski Classics von Bedřichov – Isergebirgslauf | 7. Ski Classics von Bedřichov – Isergebirgslauf | 7. Ski Classics von Bedřichov – Isergebirgslauf | 7. Ski Classics von Bedřichov – Isergebirgslauf | 7. Ski Classics von Bedřichov – Isergebirgslauf |
| ----------------------------------------------- | ----------------------------------------------- | ----------------------------------------------- | ----------------------------------------------- | ----------------------------------------------- |
| Datum                                           | Disziplin                                       | Erster Platz                                    | Zweiter Platz                                   | Dritter Platz                                   |
| 9. Februar 2020                                 | 50 km klassisch                                 | Britta Johansson Norgren                        | Emilie Fleten                                   | Lina Korsgren                                   |

| 8. Ski Classics von Sälen nach Mora – Wasalauf | 8. Ski Classics von Sälen nach Mora – Wasalauf | 8. Ski Classics von Sälen nach Mora – Wasalauf | 8. Ski Classics von Sälen nach Mora – Wasalauf | 8. Ski Classics von Sälen nach Mora – Wasalauf |
| ---------------------------------------------- | ---------------------------------------------- | ---------------------------------------------- | ---------------------------------------------- | ---------------------------------------------- |
| Datum                                          | Disziplin                                      | Erster Platz                                   | Zweiter Platz                                  | Dritter Platz                                  |
| 1. März 2020                                   | 90 km klassisch                                | Lina Korsgren                                  | Britta Johansson Norgren                       | Kateřina Smutná                                |

| 9. Ski Classics von Rena nach Lillehammer – Birkebeinerrennet | 9. Ski Classics von Rena nach Lillehammer – Birkebeinerrennet | 9. Ski Classics von Rena nach Lillehammer – Birkebeinerrennet | 9. Ski Classics von Rena nach Lillehammer – Birkebeinerrennet | 9. Ski Classics von Rena nach Lillehammer – Birkebeinerrennet |
| ------------------------------------------------------------- | ------------------------------------------------------------- | ------------------------------------------------------------- | ------------------------------------------------------------- | ------------------------------------------------------------- |
| Datum                                                         | Disziplin                                                     | Erster Platz                                                  | Zweiter Platz                                                 | Dritter Platz                                                 |
| 21. März 2020                                                 | 54 km klassisch                                               | Wettkämpfe aufgrund der COVID-19-Pandemie abgesagt.           | Wettkämpfe aufgrund der COVID-19-Pandemie abgesagt.           | Wettkämpfe aufgrund der COVID-19-Pandemie abgesagt.           |

| 10. Ski Classics in Bardufoss – Reistadløpet | 10. Ski Classics in Bardufoss – Reistadløpet | 10. Ski Classics in Bardufoss – Reistadløpet        | 10. Ski Classics in Bardufoss – Reistadløpet        | 10. Ski Classics in Bardufoss – Reistadløpet        |
| -------------------------------------------- | -------------------------------------------- | --------------------------------------------------- | --------------------------------------------------- | --------------------------------------------------- |
| Datum                                        | Disziplin                                    | Erster Platz                                        | Zweiter Platz                                       | Dritter Platz                                       |
| 28. März 2020                                | 50 km klassisch                              | Wettkämpfe aufgrund der COVID-19-Pandemie abgesagt. | Wettkämpfe aufgrund der COVID-19-Pandemie abgesagt. | Wettkämpfe aufgrund der COVID-19-Pandemie abgesagt. |

| 11. Ski Classics von Äkäslompolo nach Levi – Ylläs–Levi | 11. Ski Classics von Äkäslompolo nach Levi – Ylläs–Levi | 11. Ski Classics von Äkäslompolo nach Levi – Ylläs–Levi | 11. Ski Classics von Äkäslompolo nach Levi – Ylläs–Levi | 11. Ski Classics von Äkäslompolo nach Levi – Ylläs–Levi |
| ------------------------------------------------------- | ------------------------------------------------------- | ------------------------------------------------------- | ------------------------------------------------------- | ------------------------------------------------------- |
| Datum                                                   | Disziplin                                               | Erster Platz                                            | Zweiter Platz                                           | Dritter Platz                                           |
| 4. April 2020                                           | 70 km klassisch                                         | Wettkämpfe aufgrund der COVID-19-Pandemie abgesagt.     | Wettkämpfe aufgrund der COVID-19-Pandemie abgesagt.     | Wettkämpfe aufgrund der COVID-19-Pandemie abgesagt.     |

### Gesamtwertung
| |                          |        |
| \| Rang \| Name \| Punkte \| \| ---- \| ------------------------ \| ------ \| \| 1. \| Britta Johansson Norgren \| 1445 \| \| 2. \| Kari Vikhagen Gjeitnes \| 1295 \| \| 3. \| Kateřina Smutná \| 1160 \| \| 4. \| Lina Korsgren \| 1125 \| \| 5. \| Astrid Øyre Slind \| 999 \| \| 6. \| Emilie Fleten \| 995 \| \| 7. \| Ida Dahl \| 934 \| \| 8. \| Sofie Elebro \| 731 \| \| 9. \| Jenny Larsson \| 707 \| \| 10. \| Thea Krokan Murud \| 702 \| |                          |        |
| Rang | Name                     | Punkte |
| 1. | Britta Johansson Norgren | 1445   |
| 2. | Kari Vikhagen Gjeitnes   | 1295   |
| 3. | Kateřina Smutná          | 1160   |
| 4. | Lina Korsgren            | 1125   |
| 5. | Astrid Øyre Slind        | 999    |
| 6. | Emilie Fleten            | 995    |
| 7. | Ida Dahl                 | 934    |
| 8. | Sofie Elebro             | 731    |
| 9. | Jenny Larsson            | 707    |
| 10. | Thea Krokan Murud        | 702    |